# 武士の滝 (東広島市)
武士の滝（ぶしのたき）は、広島県東広島市西条町田口にある滝。黒瀬川の支流、古河川にかかる滝である。

## 概要
古河川が温井川と合流する地点の西約30mの地点にある。すぐ近くにある断層の影響で、滝壺の深さは5.2ｍと深く、泳ぐこともできる。
近くに武士観音堂がある。

## 滝の名前の由来
滝の名前の由来には、北に聳える二神山城の武士が住んでいたため「武士」という地名になった、中世に存在した「仏師名」という地名が訛って「武士」になった等の説がある。

## 交通アクセス
- 山陽自動車道西条インターチェンジより車で約40分

## 周辺
- 田口研究団地
- 広島大学東広島キャンパス